# 卧云庐
卧云庐，又称藏修精舍，位于广州市白云区金沙洲，是一个道教场所，曾供奉道教八仙之一吕洞宾，建于清末民初，面朝浔峰山、背临白沙河。
“云庐赏月”曾是“横沙八景”之一，由卧云庐等在内的数栋建筑及树木形成一个大花园，现仅存卧云庐和大仙庙。其中卧云庐为两层高的中西合壁主体建筑，长16.2米、宽12.5米，建筑面积约405平方米。墙体四面开拱形窗，匝廊回环造形精巧别致，尤如缩小版的广州大元帅府。
卧云庐自20世纪60年代以来先后被用作疗养院、厂房等。2008年，卧云庐被核定公布为广州市文物保护单位。2012年改建为金沙艺术馆。2014年，随着白云区儿童公园的开放，卧云庐同时还作为少儿书画中心。

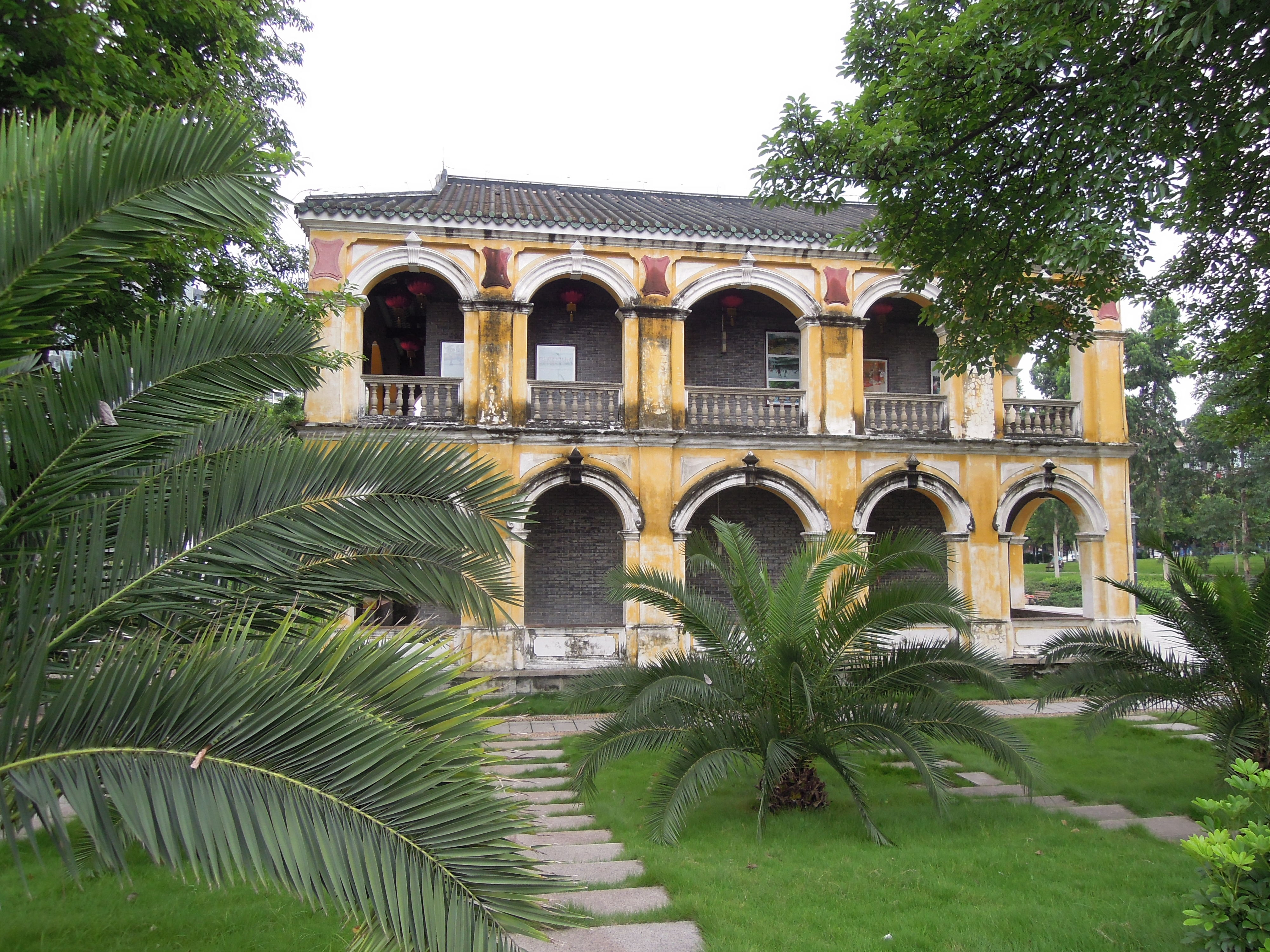
卧云庐背面